# Molgulidae
Molgulidae zijn een familie van zakpijpen uit de orde van de Stolidobranchia

## Geslachten
- Anomopera Hartmeyer, 1923
- Asajirus Kott, 1989
- Bostrichobranchus Traustedt, 1883
- Eugyra Alder & Hancock, 1870
- Fungulus Herdman, 1882
- Gamaster Pizon, 1896
- Minipera Monniot C. & Monniot F., 1974
- Molgula Forbes, 1848
- Molguloides Huntsman, 1922
- Namiella Monniot C. & Monniot F., 1968
- Oligotrema Bourne, 1903
- Paramolgula Traustedt, 1885
- Pareugyrioides Hartmeyer, 1914
- Protomolgula Monniot F., 1971
- Rhizomolgula Ritter, 1901

Niet geaccepteerd geslacht:
- Xenomolgula Ärnbäck, 1931 → Molgula Forbes, 1848